# Жаналик (Тарбагатайський район)
Жанали́к (каз. Жаңалық) — село у складі Тарбагатайського району Східноказахстанської області Казахстану. Входить до складу Акжарського сільського округу.
Населення — 530 осіб (2021; 929 у 2009, 1038 у 1999, 1121 у 1989).
Національний склад станом на 1989 рік:
- казахи — 100 %

До 1992 року село називалося Кірово, у радянські часи мав також назву Ферма імені Кірова.